# 瓦雷讷-尚日
瓦雷讷-尚日（法語：Varennes-Changy，法語發音：[vaʁɛn ʃɑ̃ʒi]）是法国卢瓦雷省的一个市镇，位于该省东部，属于蒙塔日区。该市镇于1970年由原市镇加蒂奈地区瓦雷讷（Varennes-en-Gâtinais）和尚日（Changy）合并而成。

## 地理
瓦雷讷-尚日（47°51'55"N, 2°39'38"E）面积29.77 平方千米，位于法国中央-卢瓦尔河谷大区卢瓦雷省，该省份为法国中北部省份，北起埃松省，西北接厄尔-卢瓦省，西南接卢瓦-谢尔省，南至涅夫勒省和谢尔省，东临约讷省，东北接塞纳-马恩省。
与瓦雷讷-尚日接壤的市镇（或旧市镇、城区）包括：加蒂奈地区乌苏瓦、皮索河畔圣伊莱尔、蒙特罗、乌祖埃德尚、韦尼松河畔诺让、朗热斯、索兰河畔勒穆利内。

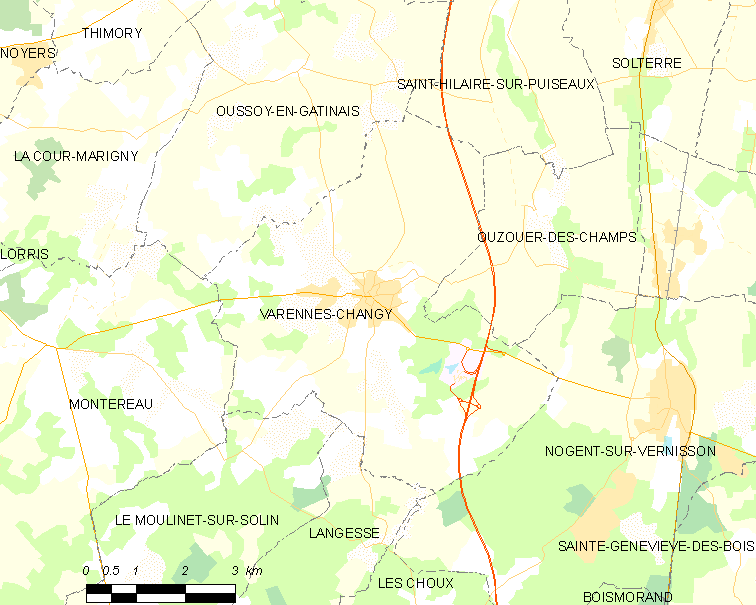
瓦雷讷-尚日的OSM定位图

瓦雷讷-尚日的时区为UTC+01:00、UTC+02:00（夏令时）。

## 行政
瓦雷讷-尚日的邮政编码为45290，INSEE市镇编码为45332。

## 政治
瓦雷讷-尚日所属的省级选区为洛里斯县。

## 人口

1962-2008年间瓦雷讷-尚日人口变化图示

瓦雷讷-尚日于2022年1月1日时的人口数量为1483人。